# Mida d'un fitxer
La mida d'un fitxer mesura la mida d'un arxiu d'ordinador. Normalment es mesura en bytes amb un prefix. La quantitat real d'espai en disc consumida per l'arxiu depèn del sistema d'arxivar i de la capacitat exacta del disc i el sistema d'arxius utilitzat. Això passa perquè Windows reporta realment la mida en GiB i 186 GiB és aproximadament igual a 200 GB.

## Taula de conversió
| Nom      | Símbol | MiB | 220  | 10⁶                               | 1 048 576 | 1024 KiB |
| Gibibyte | GiB    | 2³⁰ | 10⁹  | 1 073 741 824                     | 1024 MiB  |          |
| Tebibyte | TiB    | 240 | 1012 | 1 099 511,627 776                 | 1024 GiB  |          |
| Pebibyte | PiB    | 250 | 1015 | 1 125 899 906 842 624             | 1024 TiB  |          |
| Exbibyte | EiB    | 260 | 1018 | 1 152 921 504 606 846 976         | 1024 PiB  |          |
| Zebibyte | ZiB    | 270 | 1021 | 1 180 591 620 717 411 303 424     | 1 024 EiB |          |
| Yobibyte | YiB    | 280 | 1024 | 1 208 925 819 614 629 174 706 176 | 1024 ZiB  |          |